# Wanda Dobrowolska
Wanda Dobrowolska (ur. 1942) – polska lekkoatletka, skoczkini wzwyż.

## Kariera
Brązowa medalistka mistrzostw Polski (1959).
Jednokrotna reprezentantka kraju w meczu międzypaństwowym (1959).

## Rekordy życiowe
- Bieg na 80 metrów przez płotki – 12,4 (1960)[1]
- skok wzwyż – 1,58 (1959)[1]
- skok w dal – 5,34 (1960)[1]